# Cronologia dos antecedentes da Segunda Guerra Mundial
Esta é uma cronologia dos antecedentes da Segunda Guerra Mundial.

## 1933
- 30 de janeiro: Adolf Hitler torna-se Chanceler da Alemanha.
- 27 de fevereiro: Incêndio destrói o Reichstag em Berlim.
- 5 de março: Eleições gerais na Alemanha.
- 12 de março: Campo de concentração aberto em Oranienburg, arredores de Berlim.
- 22 de março: Abertura do campo de concentração de Dachau.
- 23 de março: Poder ditatorial entregue a Hitler oficialmente.
- 27 de março: O Japão sai da Sociedade das Nações.
- 1 de abril: Boicote nazista às lojas de judeus na Alemanha.
- 26 de abril: Criação da Gestapo.
- 10 de maio: Nazistas queimam livros na Alemanha.
- 21 de junho: Os partidos não-Nazis são proibidos na Alemanha.
- 14 de julho: Formação de novos partidos políticos proibida na Alemanha.
- 7 de agosto: Parlamento austríaco dissolvido por Engelbert Dolfuss.
- 25 de setembro: Criação do Secretariado de Propaganda Nacional (SPN), sob a direção de António Ferra e supervisão direta de Salazar.
- 16 de outubro: Alemanha declara a intenção de sair da Sociedade das Nações.
- 16 de outubro: Presidente do Brasil Getúlio Vargas intitula-se ditador.
- 17 de outubro: Albert Einstein chega aos Estados Unidos como refugiado da Alemanha Nazi.

## 1934
- 10 de janeiro: Execução de Marinus van der Lubbe.
- 16 de março: Formado o Bloco Danubiano: Itália, Áustria e Hungria.
- 20 de março: Todas as forças de polícia da Alemanha passam a estar sob o comando de Heinrich Himmler.
- 11 de junho: Conferência sobre desarmamento de Genebra termina em fracasso.
- 30 de junho: Noite das Facas Longas
- 25 de julho: Nazistas assassinam o chanceler austríaco Dollfuss.
- 30 de julho: Kurt Von Schuschnigg é nomeado chanceler austríaco.
- 2 de agosto: Morre o presidente alemão Hindenburg com 87 anos.
- 2 de agosto: Adolf Hitler torna-se o Führer da Alemanha.
- 9 de setembro: Manifestações antifascistas em Hyde Park, Londres.
- 18 de setembro: A União Soviética junta-se à Sociedade das Nações.
- 13 de novembro: Governo italiano decreta que os professores devem usar uniforme militar ou do partido nas aulas.
- 1 de dezembro: Assassinato de Sergei Kirov, da União Soviética.
- 5 de dezembro: Início da Crise na Abissínia.
- 29 de dezembro: Japão renuncia ao Tratado Naval de Washington de 1922 e ao Tratado Naval de Londres de 1930.

## 1935
- 26 de fevereiro: A Luftwaffe é criada como a força aérea alemã.
- 16 de março: Hitler viola o Tratado de Versalhes ao introduzir o recrutamento militar.
- 2 de maio: A França e a União Soviética assinam o Pacto de Assistência Mútua.
- 16 de maio: Assinado o pacto de assistência mútua entre União Soviética e Tchecoslováquia.
- 18 de junho: O Acordo Naval Anglo-Germânico é assinado.
- 13 de julho: Estados Unidos e União Soviética assinam acordo comercial.
- 15 de setembro: Lei Racial de Nuremberg.
- 15 de setembro: Suástica torna-se a bandeira nacional da Alemanha.
- 3 de outubro: A Itália invade a Etiópia.
- 7 de outubro: Sociedade das Nações declara a Itália como país agressor.
- 19 de outubro: Sanções impostas à Itália pela Sociedade das Nações.
- 4 de novembro: Acordo econômico germano-polaco.
- 1 de dezembro: Chiang Kai-Shek é eleito presidente do executivo chinês.

## 1936
- 10 de fevereiro: A Gestapo é colocada acima de lei.
- 7 de março: Tropas alemãs ocupam a zona desmilitarizada da Renânia.
- 23 de abril: Criação da colônia penal no Tarrfal.
- 2 de maio: Haile Selassie I da Etiópia deixa a capital Addis Ababa para Dijbouti.
- 5 de maio: Forças de Mussolini ocupam capital da Etiópia.
- 9 de maio: A Etiópia é formalmente anexada pela Itália.
- 3 de junho: Haile Selassie I chega a Londres para exílio.
- 17 de julho: Tropas de Franco invadem as ilhas Canárias.
- 18 de julho: Início da Guerra Civil Espanhola.
- 1 de agosto: Início dos Jogos Olímpicos em Berlim.
- 30 de setembro: Criação da Legião Portuguesa.
- 1 de outubro: Franco é declarado chefe do estado espanhol.
- 1 de novembro: Proclamado o eixo Roma-Berlim.
- 3 de novembro: Franklin Delano Roosevelt é reeleito presidente dos Estados Unidos.
- 25 de novembro: A Alemanha e o Japão assinam o pacto-Comintern.

## 1937
- 26 de abril: Guenica é bombardeada pela Luftwaffe alemã durante a Guerra Civil Espanhola.
- 7 de maio: O Grupo de Caças da Legião Condor Alemã, equipada com biplanos Heinkel He 51 chegam à Espanha para ajudar as forças de Franco.
- 28 de maio: Neville Chamberlain torna-se o primeiro-ministro britânico.
- 7 de julho: O Japão invade a China.
- 1 de agosto: Abertura do campo de concentração de Buchenwald.
- 5 de novembro: Hitler revela planos de guerra na Conferencia de Hossbach.
- 11 de dezembro: A Itália sai da Sociedade das Nações.
- 13 de dezembro: massacre de Nanquim.

## 1938
- 12 de fevereiro: Tropas alemãs entram na Áustria.
- 11 de março: A Alemanha anexa a Áustria.
- 5 de maio: Vaticano reconhece o governo de Franco na Espanha.
- 12 de agosto: O Exército alemão é mobilizado.
- 1 de outubro: Tropas alemãs marcham para os Sudetes.
- 15 de outubro: Exército alemão ocupa os Sudetes.
- 15 de outubro: Demissão do governo tcheco.
- 9 de novembro: Noite de Cristal (Kristallnacht).

## 1939
- 30 de janeiro: Em discurso ao Parlamento, Hitler fala na destruição dos judeus.
- 2 de fevereiro: Hungria junta-se ao Pacto Anticomintern.
- 15 de fevereiro: Navio militar Bismarck é lançado pela Alemanha.
- 27 de fevereiro: Reino Unido e França reconhecem governo de Franco.
- 2 de março: Pio XII torna-se Papa.
- 15 de março: Alemanha ocupa Tchecoslováquia.
- 28 de março: Polônia não cede Danzig a Hitler. Termina a Guerra Civil Espanhola.
- 31 de março: França e Grã-Bretanha prometem defender Polônia.[1]
- 3 de abril: Hitler ordena plano de invasão da Polônia.
- 7 de abril: Itália invade Albânia.
- 11 de abril: Hungria abandona a Liga das Nações.
- 15 de abril: Estados Unidos propõem pacto para impedir guerra na Europa.
- 7 de maio: Espanha abandona a Liga das Nações.
- 22 de maio: Alemanha forma aliança política e militar com Itália, o Pacto de Ferro.
- 3 de junho: Churchill alerta para possibilidade de guerra com Alemanha.
- Julho: Hitler volta a exigir a devolução de Danzig pela Polônia.
- 4 de julho: O campo de concentração de Neuengamme torna-se autônomo.
- 2 de agosto: Albert Einstein escreve ao Presidente Franklin Roosevelt acerca do desenvolvimento da bomba atômica.
- 23 de agosto: Alemanha e URSS assinam pacto de não-agressão.
- 25 de agosto: Grã-Bretanha e Polônia assinam pacto.
- 30 de agosto: Polônia inicia a mobilização militar.
- 31 de agosto: Frota britânica se mobiliza.
- 1 de setembro: Invasão da Polónia pela Alemanha. França e Reino Unido declaram guerra 2 dias depois.